# Aylwin
Aylwin è un film muto del 1920 diretto e interpretato da Henry Edwards

## Trama
L'amore tra due giovani incontra l'opposizione della matrigna di lui quando la ragazza perde la sua salute mentale dopo la morte del padre, ubriaco, a causa di una valanga.

## Produzione
Il film fu prodotto dalla Hepworth.

## Distribuzione
Distribuito dalla Hepworth, il film uscì nelle sale cinematografiche britanniche nel luglio 1920.
Si pensa che sia andato distrutto nel 1924 insieme a gran parte degli altri film della Hepworth. Il produttore, in gravissime difficoltà finanziarie, pensò in questo modo di poter almeno recuperare l'argento dal nitrato delle pellicole.